# Stadtbezirk Lütgendortmund
Lütgendortmund ist ein Stadtbezirk in Dortmund. Mit einer Fläche von 22,44 km² ist er unter den zwölf Stadtbezirken Dortmunds einer von mittlerer Größe. Im Stadtbezirk leben am 31. Dezember 2022 48.530 Einwohner. Er grenzt an die Bezirke Innenstadt-West, Hombruch und Huckarde sowie an die Städte Castrop-Rauxel, Witten und Bochum.
Der Stadtbezirk besteht aus den Ortsteilen Bövinghausen, Lütgendortmund, Marten, Oespel, Kley, Somborn, Holte-Kreta und Westrich. Lütgendortmund ist der westlichste Stadtbezirk von Dortmund; die westlichsten Stadtteile des Stadtbezirks sind Holte-Kreta und Bövinghausen, an der Stadtgrenze zu Bochum (und Castrop-Rauxel) gelegen.

## Statistik
Struktur der Bevölkerung am 31. Dezember 2022:
- Bevölkerungsanteil der unter 18-Jährigen: 16,6 % [Dortmunder Durchschnitt: 17,0 %]
- Bevölkerungsanteil der mindestens 65-Jährigen: 20,7 % [Dortmunder Durchschnitt: 20,2 %]
- Ausländeranteil: 17,0 % [Dortmunder Durchschnitt: 21,3 %]
- Arbeitslosenquote: 11,5 % [Dortmunder Durchschnitt: 11,0 % (2017)][2]

## Politik
Lütgendortmund gehört zum Landtags-Wahlkreis 114 (Dortmund IV) und zum Bundestags-Wahlkreis 143 (Dortmund I).
 Kommunalwahlen 2020
| Parteien | Sitze in der Bezirksvertretung |
| -------- | ------------------------------ |
| SPD      | 7                              |
| CDU      | 4                              |
| Grüne    | 4                              |
| FDP      | 1                              |
| Sonstige | 3                              |

Sitzverteilung bei der Kommunalwahl 2004

Die Wahlbeteiligung bei der Kommunalwahl 2004 betrug 46,6 %.
Der derzeitige Bezirksbürgermeister ist Heiko Brankamp (SPD).

## Kultur und Sehenswürdigkeiten

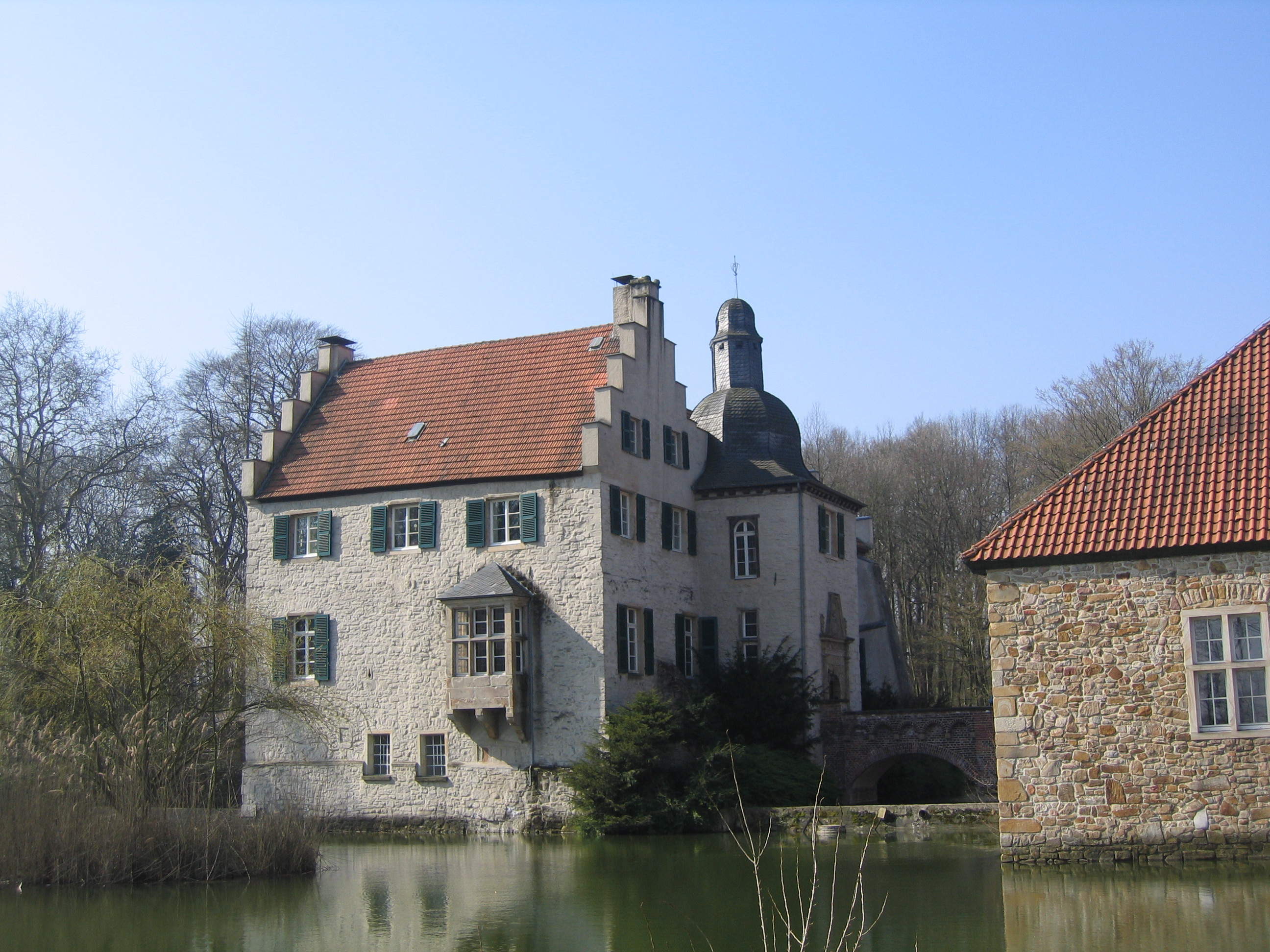
Haus Dellwig

Im Haus Dellwig, einem der besterhaltenen Wasserschlösser im Raum Dortmund, befindet sich das Heimatmuseum Lütgendortmund. Hier findet auch jedes Jahr ein kleiner Weihnachtsmarkt statt.

### Bauwerke
Die Denkmalliste der Stadt Dortmund umfasst im Stadtbezirk Lütgendortmund 63 Baudenkmale, darunter 18 Wohnhäuser oder -siedlungen, 13 landwirtschaftliche Gebäude, 12 Wohn- und Geschäftshäuser, 7 Sakralbauten, 5 Kleindenkmale, 4 öffentliche Gebäude, 2 Friedhöfe, 1 Industrieanlage und 1 Adelssitz.